# Marché de la ville (Karlovy Vary)
 (novembre 2023).
Le marché de la ville est un bâtiment Art nouveau situé dans la ville thermale de Karlovy Vary en Tchéquie. Des marchés de producteurs se tiennent devant le bâtiment du marché municipal depuis 2011.
Le bâtiment est protégé comme monument culturel depuis 1981.

## Histoire
Déjà en 1878, Karlovy Vary ouvre l'abattoir de Drahovice. Mais les bâtiments du marché n'allaient pas suffire aux besoins du développement rapide de la ville dans les années à venir. C'est pourquoi, en 1903, la ville décide de construire une nouvelle halle moderne pour le commerce de la  viande et d'autres produits alimentaires. Le bâtiment du marché a été construit en 1912-1913, par la société viennoise Rella et Neffe,.
Les premières modifications du bâtiment ont été réalisées en 1931, puis d'autres dans les années 1970.
En 1993, la ville a entrepris une vaste reconstruction, au cours de laquelle le marché a été transformé en libre-service, puis le bâtiment a été loué. La ville de Karlovy Vary a vendu le marché en 1996 à un propriétaire privé pour 36 millions de couronnes. Cependant, selon le contrat d'achat, la ville dispose d'un droit de préemption et pourrait le racheter. Mais en fin de compte, le conseil a décidé de ne pas racheter le marché,.